# 马蒂亚斯·诺尔斯特伦
马蒂亚斯·诺尔斯特伦（瑞典語：Mattias Norström，1972年1月2日—），瑞典男子冰球运动员，场上位置是后卫。他曾代表瑞典国家队参加1998年和2002年冬季奥林匹克运动会冰球比赛，均获得第五名。